# Puntigrus
Puntigrus ist eine Gattung kleiner südostasiatischer Karpfenfische (Cyprinidae). Die Gattung wurde im November 2013 durch den Schweizer Ichthyologen Maurice Kottelat für fünf bis sechs Arten südostasiatischer Barben aufgestellt, die vorher der Gattung Puntius zugeordnet wurden. Die Gattungsbezeichnung Puntigrus setzt sich aus Puntius und „tigris“ (für Tiger) zusammen und nimmt Bezug auf die Streifenzeichnung der Fische.

## Merkmale
Puntigrus-Arten besitzen einen hochrückigen, rhombenförmigen Körper von heller, mehr oder weniger gelblicher Grundfarbe und unterscheiden sich von anderen früher Puntius zugeordneten südostasiatischen Barben durch ihre vier schwarzen Querstreifen auf den Körperseiten. Der erste Streifen liegt über den Augen, der zweite vor der Bauchflossenbasis, der dritte über der Afterflosse (er setzt sich auf der Rückenflosse fort) und der vierte am Beginn der Schwanzflosse.
Der letzte unverzweigte Rückenflossenstrahl ist hinten gesägt. Die Seitenlinie ist vollständig oder unvollständig. Wenn vorhanden erstreckt sie sich über 18 bis 23 Schuppen mit Poren. Zwischen den Seitenlinienschuppen und der Basis der Rückenflosse zählt man vor der Bauchflossenbasis jeweils 5½ Schuppenreihen, zwischen den Seitenlinienschuppen und der Bauchmittellinie 3 bis 4½ Schuppenreihen. 12 bis 14 Schuppen liegen rund um den Schwanzstiel. Rostralbarteln fehlen, Maxillarbarteln sind vorhanden. Die Lippen sind glatt und dünn. Auf dem ersten Kiemenbogen finden sich 8 bis 9 Kiemenrechen.

## Arten
- Borneobarbe (Puntigrus anchisporus Vaillant, 1902)
- Puntigrus navjotsodhii, Tan, 2012
- Teilgürtelbarbe (Puntigrus partipentazona Fowler, 1934) (Typusart)
- Puntigrus pulcher, (Rendahl 1922)
- Viergürtelbarbe (Puntigrus tetrazona Bleeker, 1855)
- Sumatrabarbe (Puntigrus cf. tetrazona) (oft Puntigrus tetrazona zugeordnet aber wahrscheinlich eine wissenschaftlich unbeschriebene Art[1])